# Baron Moynihan

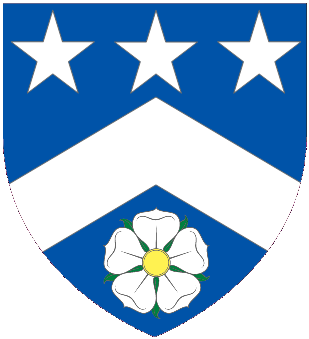
Wappen der Barone Moynihan

Baron Moynihan, of Leeds in the County of York, ist ein erblicher britischer Adelstitel in der Peerage of the United Kingdom.

## Verleihung
Der Titel wurde am 19. März 1929 für den Chirurgen Sir Berkeley Moynihan, 1. Baronet geschaffen. Diesem war bereits am 9. März 1922 der fortan nachgeordnete Titel Baronet, of Carr Manor, Meanwood in the West Riding of the County of York, verliehen worden.
Nach dem Tod seines Enkels, des 3. Barons, 1991 brach ein Rechtsstreit zwischen dessen beiden aus unterschiedlichen Ehen stammenden Söhnen, die gegenseitig ihre Legitimität anzweifelten. Der Rechtsstreit endete erst 1997 zugunsten ihres Onkels, eines Halbbruders des 3. Barons, Colin Moynihan, der seither den Titel innehat.

## Liste der Barone Moynihan (1929)
- Berkeley Moynihan, 1. Baron Moynihan (1865–1936)
- Patrick Moynihan, 2. Baron Moynihan (1906–1965)
- Antony Moynihan, 3. Baron Moynihan (1936–1991) (Titel ruhend 1991)
- Colin Moynihan, 4. Baron Moynihan (* 1955) (Titel bestätigt 1997)

Titelerbe (Heir apparent) ist der Sohn des aktuellen Titelinhabers, Hon. Nicholas Moynihan (* 1994).